# Гравитационная аномалия

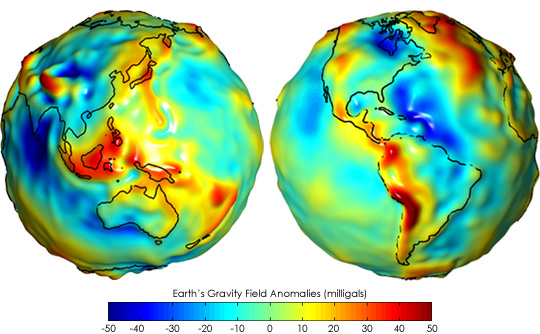
Гравитационные аномалии Земли (по данным NASA GRACE — Gravity Recovery And Climate Change)

Гравитацио́нная анома́лия — необычное, отклоняющееся от регулярного проявление гравитационного поля какого-либо объекта.

## Космология
В космологии необычные скопления массы вещества, которые проявляют себя в виде гравитационных линз и аномального распределения скоростей объектов в их окрестности. В таких случаях, как в случае «Великого аттрактора», наблюдаются оба эти явления. Кроме того, обычно термин ГА используется в связи со скоплениями тёмного вещества или скрытой массы Вселенной.

## Геофизика
В применении к формам и гравитационным свойствам небесных тел, гравитационные аномалии обычно выражаются в виде изменения ускорения свободного падения в их окрестности, что может свидетельствовать о наличии полезных ископаемых с бо́льшим значением плотности или, наоборот, о наличии больших пустот в породах. Одним из проявлений аномалии является изменение скорости хода маятниковых часов. В случаях, ассоциированных с залежами руды, часто наблюдаются также геомагнитные аномалии, которые связывают с различными явлениями в атмосфере Земли и в ионосфере.
В отличие от таких массивных небесных тел, как Земля, более лёгкие небесные тела обладают бо́льшими относительными значениями гравитационных аномалий.
Гравитационные аномалии планет или спутников имеют собственное название — масконы.
С началом эры космических полётов изучение геопотенциала Земли осуществляется в основном с помощью изучения изменения положения искусственных спутников Земли. Предполагается, что появление гравитационных аномалий можно также связать с возникновением опасности землетрясений и извержений вулканов (см. GOCE).